# Roman Herzog
Roman Herzog (Landshut, Alemanya, 1934 - 10 de gener de 2017) fou un polític alemany, President d'Alemanya entre els anys 1994 i 1999.

## Biografia
Va néixer el 5 d'abril del 1934 a la ciutat de Landshut, població situada a l'estat alemany de Baviera, en una família protestant. Actualment és membre de l'Església Evangèlica d'Alemanya. Va estudiar dret a la Universitat de Múnic, on es va graduar el 1957. Posteriorment va impartir classes a la Universitat Lliure de Berlín (1965-1969), la de Múnic (1964-1966) i en l'Escola Superior d'Administració de Speyer (1969-1972).

## Activitat política
El 1970 va afiliar-se a la Unió Democristiana d'Alemanya (CDU). El 1973, en deixar la universitat, va començar la seva carrera política com a representant de l'estat de Renània-Palatinat, càrrec que ocupà entre 1973 i 1978. Posteriorment fou nomenat Ministre de Cultura i d'Esports al Govern de l'estat de Baden-Württemberg entre 1978 i 1980, i membre del seu Parlament (Landtag). Entre 1980 i 1983 fou Ministre d'Interior del mateix estat.
El 1983 va ser nomenat vicepresident del Tribunal Constitucional Federal a Karlsruhe, del qual en fou president entre el 1987 i 1994.

## President d'Alemanya
L'1 de juliol de 1994 l'Assemblea federal va elegir-lo com a President d'Alemanya. Durant el seu mandat com a cap d'Estat va cenyir-se a les funcions representatives que la Constitució confereix a la presidència federal. En aquest sentit va propiciar, amb les visites d'estat que va realitzar a països de l'Europa oriental, un acostament d'Alemanya amb els antics països del Bloc de l'Est. Així mateix va proposar al govern federal la concessió d'una amnistia als acusats de crims d'índole polític comeses a l'antiga República Democràtica d'Alemanya (RDA).
L'any 1997 fou guardonat amb el Premi Internacional Carlemany en favor de la unitat europea i fou reconegut com l'Estadista Europeu de l'Any al costat de Václav Havel.
Herzog no va optar per un segon mandat, i l'1 de juliol de 1999 va ser substituït pel socialdemòcrata Johannes Rau, president de l'estat de Rin del Nord-Westfàlia (SPD).